# Cantonul Istria
Cantonul Istria (sârbo-croată: Istarska županija; italiană: regione istriana) este una dintre cele 21 unități administrativ-teritoriale de gradul I ale Croației. Este cel mai vestic canton al Croației și include cea mai mare parte a peninsulei Istria (2.820 din 3.160 km²). Cantonul are o populație de 206.344 locuitori (2001) și cuprinde 10 orașe și 31 comune. Reședința sa este orașul Pazin.
În croată și slovenă zona se numește Istra.

## Geografie
Țărmul are o lungime de 445 kilometri, care împreună cu insulele însumează 539,9 km. O mică parte a Istriei aparține de Cantonul Primorje-Gorski Kotar. Punctul cel mai vestic este la Savudrija, în timp ce punctul cel mai sudic este lângă Premantura (Promontorio în latină), în promontoriul Kamenjak.
Majoritatea reliefului este de origine carstică (calcare). Secțiunea nord-estică este o extensie a Alpiilor Dinarici. Punctul cel mai înalt este Vojak pe muntele Učka, 1.401 metri.
De asemenea există împârțirea Istra bijela, Istra siva și Istra crvena (Istria albă, gri și roșie). Istria albă se desfășoară în jurul culmilor montane, Istria gri este reprezentată de pământurile fertile din interior, în timp ce Istria roșie reprezentată de țărmul format din sol terra rossa sau crljenica.

## Populație
Peste 205.000 de oameni sau 4,65 % din populația Croației trăiește aici. Densitatatea populației este de 73 locuitori/km², cu o medie de vârstă de 40,2 ani. 70 % din populație este de tip urban.
În 2001 structura populației era:
- Croați 148.328
- Italieni 14.284
- Sârbi 6.614
- Bosniaci 3.077
- Albanezi 2.032

De asemenea Istria este patria istroromânilor, o populație înrudită cu românii și care vorbește un dialect al limbii române. Numărul lor este de aproximativ 300, însă în trecut numărul lor depășea 10.000. Se presupune că istroromânii ar fi ajuns aici din Maramureș sau din Munții Apuseni.